# IX. Benedek pápa
IX. Benedek  (Róma, 1012 – Grotteferrata, 1055 ősze vagy 1085. szeptember 5.) a 147. pápa. Pontifikátusát méltán nevezhetjük a legkülöncebbnek a pápák története folyamán. Nagyon fiatalon, szinte ajándékba kapta meg a katolikus egyház legszentebb hivatalát. Ezért nem tisztelte, és teljességgel alkalmatlan volt ennek a posztnak a betöltésére. 
Arról lett hírhedt, hogy eladta a pápai trónt, majd kétszer vissza is szerezte azt.
Ő volt minden idők legfiatalabb pápája. Az egyetlen olyan, aki:
- többször is volt pápa és az egyetlen, aki
- valaha is eladta a pápai trónt.

## Ajándékba kapott pápaság
Rómában látta meg a napvilágot, a nagyhatalmú tusculumi grófok családjában. III. Alberik fia volt, és eredetileg a III. Theophülaktosz nevet kapta. A korabeli krónikák szerint a gyermek ugyan kiváló oktatókat kapott, mégis a család hedonista életmódja nyomta rá életmódjára, felfogására leginkább bélyegét. Mivel VIII. Benedek és XIX. János unokaöccse volt, Theophülaktosz számára nem volt ismeretlen a Laterán ragyogása. Alberik megígérte gyermekének, hogy nagybátyja uralkodásának végén őt teszi meg pápává. Így amikor János meghalt, 1032 októberében a pápaválasztó zsinat az ifjú Theophülaktoszt tette meg egyházfőnek. A felszentelés után a herceg felvette a Benedek nevet. Egyes források szerint a trónra lépő Benedek nem volt több tizenkét évesnél, a hivatalos vatikáni iratok 18–20 évesnek mondják.

## Első uralkodása (1032–1044)
Az újdonsült pápa hivatalát sosem tudta megbecsülni, hiszen azt családi ajándékként, úgymond rangjának természetes velejárójaként tekintett a magas egyházi méltóságra. Benedek fiatal és léha életmódja teljesen alkalmatlanná tette őt a pápai trón betöltésére. Damiani Szent Péter egyik művében azt írta, hogy valójában egy alvilági démon, aki egy pap testében uralja az egész egyházat. A rosszalló felfogás gyorsan terjedt egész Rómában. Benedek népszerűtlenségének legfőbb oka nem az volt, hogy a lateráni palotát valóságos bordélyházzá tette, amelyben a homoszexuális kapcsolatok sem maradtak küszöbön kívül, hanem hogy Benedek nagybátyjainak politikáját akarta követni. Újra szövetséget kötött II. Konrád német-római császárral. Császári kapcsolatait is elég esetlenül tartotta fenn, de a rómaiakat ez egy cseppet sem érdekelte, és 1036-ban a tömeg elűzte őt a városból.
Benedek csak Konrád segítségével tudta ismét elfoglalni trónját, de az esetekből nem igazán vont le tanulságokat. Első pontifikátusa alatt igazán nagy tettek nem köthetők nevéhez. Három zsinatot tartott Rómában, amelyeken leginkább különböző templomok és kolostorok kiváltságait erősítette meg. Ő ragaszkodott ahhoz, hogy Bretiszláv, Csehország hercege alapítson országában egy olyan kolostort, amelyben nyugalomba helyezhetik szent Adalbert földi maradványait, a szent eddigi lengyelországi nyughelyét ugyanis harcok dúlták. 
1037-ben északra utazott Konrád császár udvarába, ahol az uralkodó beleegyezését kiharcolva 1038-ban kiközösítette Heribert milánói érseket, mert a lombard főpap ellenezte Benedek uralmát. 1039. június 4-én meghalt a császár, és helyét az erőskezű III. Henrik vette át. Benedek támogatta a császár terveit, amelyek szerint Henrik le akarta igázni az erős uralkodó nélkül maradt Magyarországot. Benedek ezért 1043-ban kiátkozta az egyházból Aba Sámuelt, az ország királyát.
1044 szeptemberében a rómaiak újra fellázadtak Benedek ellen, és elűzték trónjáról. A rómaiak megfosztották méltóságától, és a gyakran ellenpápaként emlegetett III. Szilvesztert ültették a pápai trónra, amivel Benedek első uralma véget ért.

## Újra a trónon (1045)
Benedeket nem különösebben érdekelte, hogy a szent hivatalt elvették tőle, úgyhogy ő nem is mondott le hivatalosan pápaságáról. Sokkal inkább bosszantotta a hatalom, a rang és a fényűzés elvesztése. Ezért 1044-ben Henrik udvarába ment, hogy segítséget kérjen a császártól. De az uralkodó az egyszer már kudarcba fulladt magyar hadjáratra készült. 
Benedek közvetlen híveiből mégis össze tudott verbuválni egy kisebb sereget, és ennek élén 1045 áprilisában megostromolta Rómát, kiűzték riválisát, lehetővé téve a számára, hogy újra elfoglalja a pápai trónt. 
1045 májusában kételkedett abban, hogy képes-e megtartani pozícióját és feleségül akarta venni unokatestvérét, ezért úgy döntött, hogy lemond. Felajánlotta keresztapjának a trónt és még ugyanazon év májusában hozzávetőleg 650 kg aranyért átadta a szent hivatalát neki, a papi hivatalt betöltő Gratianus Jánosnak, aki VI. Gergely pápa néven foglalta el a Lateránt.

## Három a tusculumi igazság (1047–1048)
Benedek hamar kiábrándult a házasságából, és szent hivatalát vissza akarta szerezni Gergelytől. Mivel családon belül maradt a pápai hivatal, ezért  egyszerűen háttérbe szorította keresztapját, és ugyan Gergely nevében, de ő kormányzott. Ezt egészen 1046 júliusáig tűrték a rómaiak, de a felháborodásnak immár III. Henrik is jogot adott. Ezért 1046 őszére Sutriba birodalmi gyűlést hívott össze. Itt a császár Szilvesztert, Gergelyt és Benedeket is megfosztotta pápai hivatalától, és helyükre II. Kelement, egy német püspököt nevezett ki az egyház élére. 1046. december 24-én a pápaválasztó zsinat hivatalosan is beiktatta Henrik pártfogoltját az egyházfői hivatalba.
Akkoriban Itáliában nem lepett meg senkit, hogy a sok ellenséggel trónra kerülő Kelemen alig egyéves pontifikátus után váratlanul meghalt. Mivel Benedek nem akarta elismerni a sutri döntést, ezért saját magát tartotta legitim egyházfőnek. Amikor Kelemen meghalt, Benedek 1047 novemberében elfoglalta a Lateránt, és ismét a pápai trónra ült. A városiak és a császár nyomására is végül 1048 novemberében végleg lemondott a szent trónusról.

## Életének vége
A történelmi források Benedek további sorsáról igen homályos utalásokat tesznek. A legvalószínűbb, hogy az elűzött uralkodó a grottaferratai kolostorban töltötte fennmaradó éveit, ahol Lukács apát gondjaira volt bízva. Az apát egy szent életű szerzetes, Bartolomeó mellé osztotta be, és a szelíd ember hatására végül lemondott a pápai trónról, és állítólag bűnbánó életet élt, míg 1055 körül utolérte a halál.
Más források szerint 1085-ben halt meg, és maga IX. Leó pápa közösítette ki az egyházból. 
Egy harmadik verzió szerint az ifjan trónra ültetett egyházfő nem adta fel a pápai trónus visszaszerzését, és harcai során lelte halálát 1055 körül, bár egyes források szerint 1085-ig élt.

## Művei
- Documenta Catholica Omnia (latin nyelven). [2008. március 9-i dátummal az eredetiből archiválva]. (Hozzáférés: 2011. december 6.)